# Shima (ort i Kina, Sichuan)
Shima (kinesiska: 石马) är en ort i Kina. Den ligger i provinsen Sichuan, i den sydvästra delen av landet, omkring 270 kilometer nordost om provinshuvudstaden Chengdu. Antalet invånare är 1 000.
Runt Shima är det tätbefolkat, med 459 invånare per kvadratkilometer. Närmaste större samhälle är Baishan, 2,9 km väster om Shima. I omgivningarna runt Shima växer i huvudsak blandskog.
Genomsnittlig årsnederbörd är 1 410 millimeter. Den regnigaste månaden är juli, med i genomsnitt 291 mm nederbörd, och den torraste är december, med 4 mm nederbörd.